# ジェニファー・グランホルム
ジェニファー・マルハーン・グランホルム（英語: Jennifer Mulhern Granholm、1959年2月5日 - ）は、アメリカ合衆国の政治家、弁護士。ジョー・バイデン政権下でエネルギー長官を務めた。2003年にミシガン州初の女性知事に就任し、2006年の再選を経て2期8年を務めた。

## 来歴
1959年2月5日にカナダのバンクーバーでスウェーデン系の移民の家庭に誕生する。21歳でアメリカ合衆国に帰化した。カリフォルニア大学バークレー校で政治とフランス語を学んだ後にハーバード・ロー・スクールで博士課程を修める。その後、アメリカ合衆国連邦第六控訴裁判所、デトロイト東部地区連邦検事、ミシガン州ウェイン・カウンティ市の法務顧問を務めた後、1998年に女性初のミシガン州司法長官となった。2002年の州知事選挙で当選し、2003年に同州初の女性知事として就任、2006年にも有効投票数の56パーセントを得て再任された。

### 政策と実績
在任中に州財政の40億ドルに上る予算不足問題を解消。また、自動車業界の不振に悩む同州で、新規雇用・インフラ促進・労働者の高度技術訓練の実施を掲げた。自動車工場の跡地を利用したテックタウンや企業家養成学校「ビズダム・ユー」等の試みはこの政策方針がもたらした一定の成果といえる。また、新規事業の創出を狙いバイオ・新エネルギー産業にも注力しており、2008年には2015年までに総量の10パーセントを新エネルギーで賄う法案を可決させている。
州知事在任中に2度訪日している。

### 知事退任後
2012年1月からカレントTVというTV局の政治分析番組"War Room"のキャスターに就任した。しかし、2013年1月にアルジャジーラによるカレントTVの買収が明らかになると、"War Room"を降りることを発表して番組を去った。
2020年12月17日、ジョー・バイデン次期大統領より新政権におけるエネルギー長官に指名された。翌2021年2月25日に上院で賛成64、反対35票で承認され、即日就任した。エネルギー長官は大統領権限継承順位が第15位の職位であるが、グランホルムはカナダ出身のため大統領となる資格がなく継承順位を持たない。